# Albizia procera
Albizia procera är en ärtväxtart som först beskrevs av William Roxburgh, och fick sitt nu gällande namn av George Bentham. Albizia procera ingår i släktet Albizia och familjen ärtväxter. Inga underarter finns listade i Catalogue of Life.

## Bildgalleri

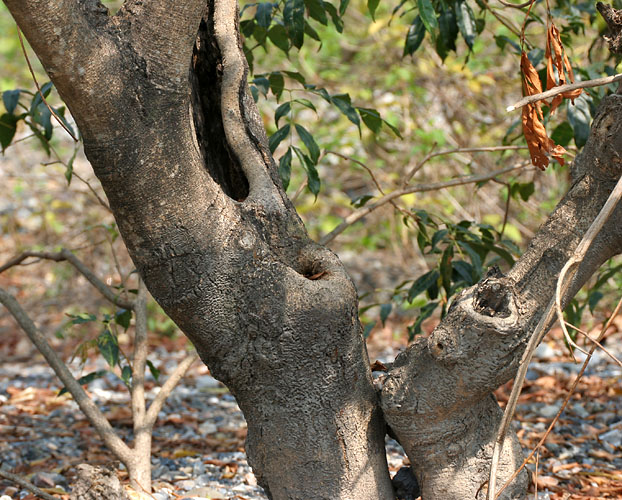
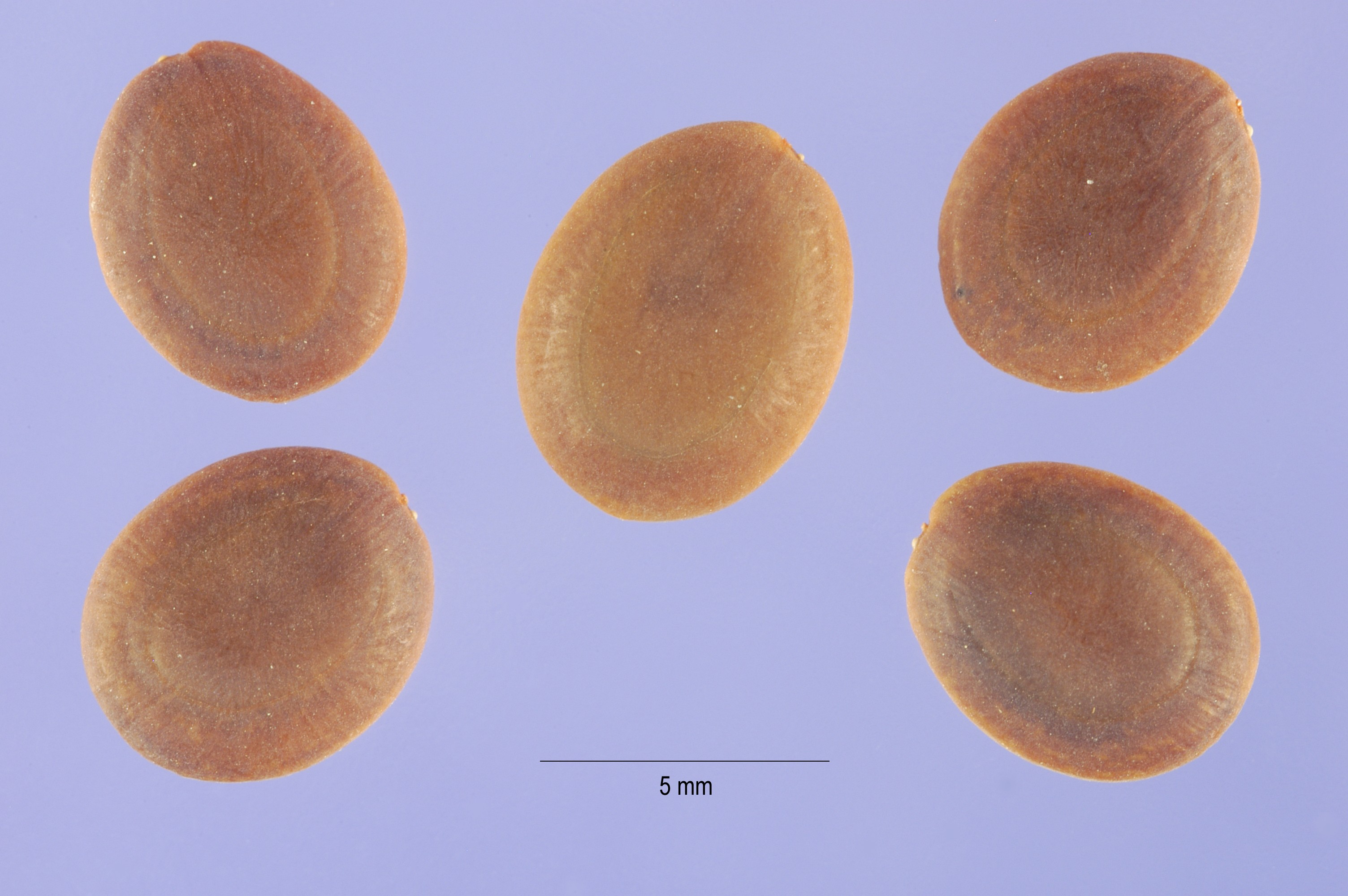
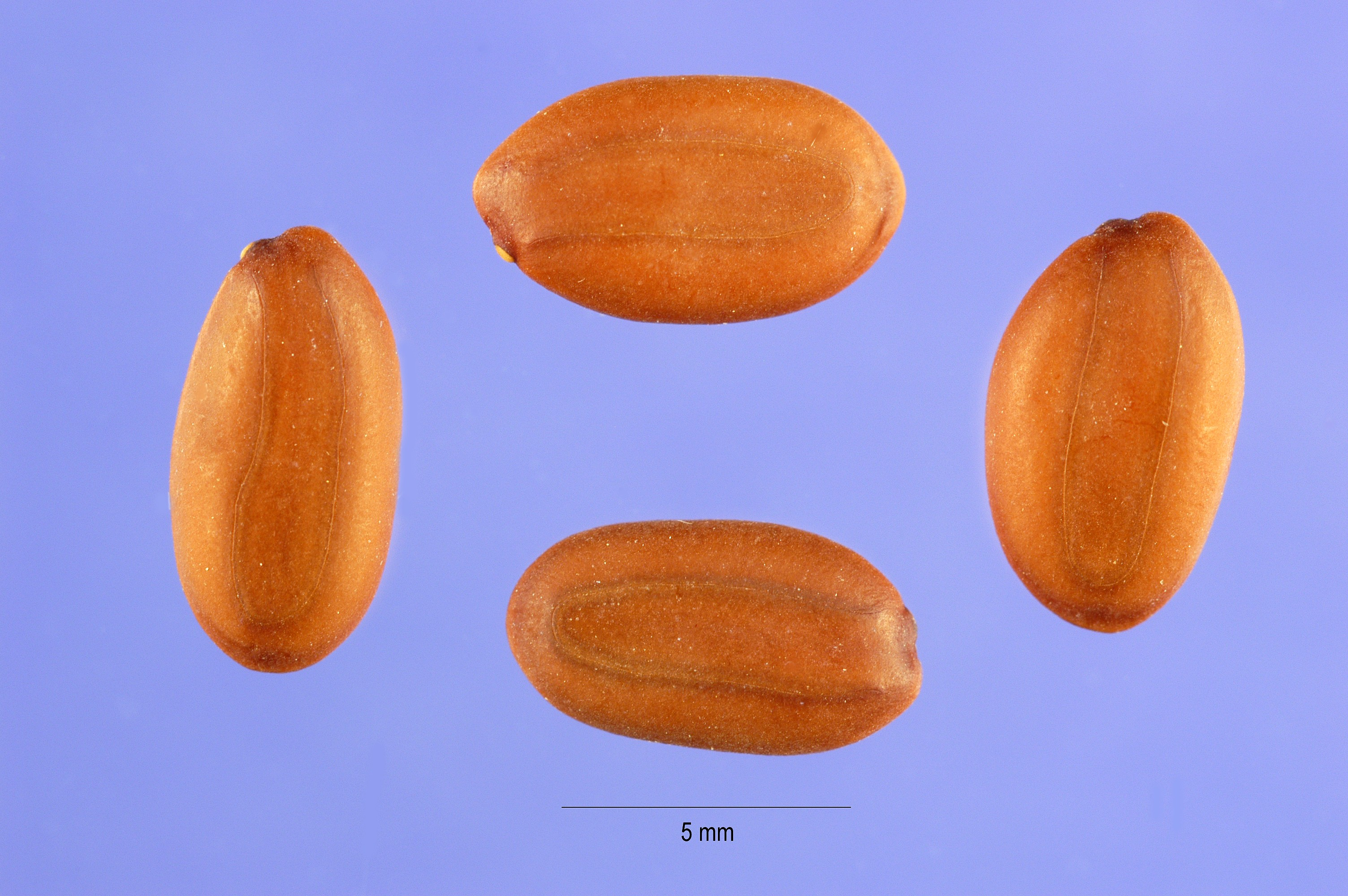
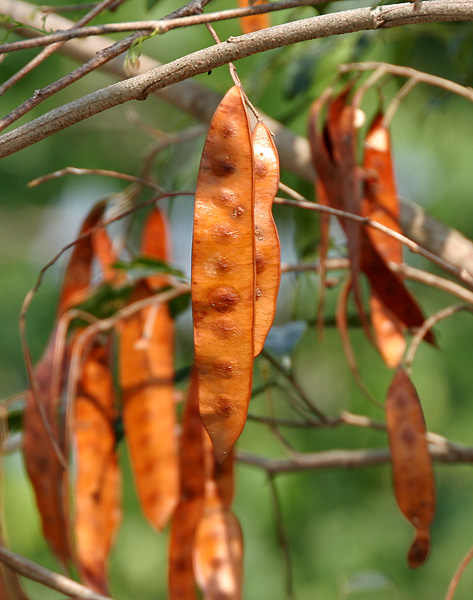
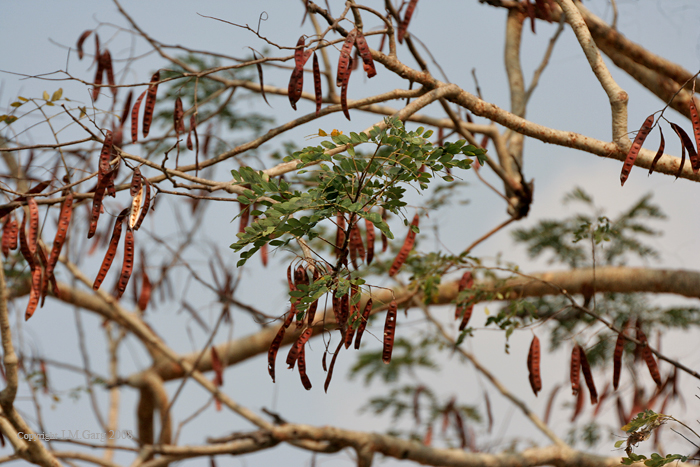